# Copa Integração de Futebol
A Copa Integração de Futebol ou simplesmente Copa Integração, foi uma competição regional amistosa de futebol que ocorria no Nordeste do Brasil. Era disputada por clubes de futebol dos estados do nordeste e inicialmente, foi disputada com o objetivo de se prepararem para as competições estaduais do ano seguinte. Vencida primeiramente pelo clube pernambucano Salgueiro Atlético Clube. Tem como maior campeão o clube cearense, o Icasa Esporte Clube, que soma três conquistas consecutivas do certame.

## História
A competição foi promovida pela Secretaria de Esporte de Juazeiro e pelo senhor Zacarias Silva. A primeira edição da competição, foi conquistada pelo Salgueiro Atlético Clube.
Com a primeira edição contando equipes dos estados de; Pernambuco, Ceará e Paraíba, a intenção era tornar a competição tradicional com as possíveis inclusões ainda do Rio Grande do Norte e Piauí ou outros estados que se interessasse. Para o senhor Zacarias,  a Copa é muito importante no sentido de garantir uma programação destas equipes nos preparativos para os campeonatos regionais do Ceará, Pernambuco e Paraíba.

## Campeões
| Edição | Ano  | Campeão                 | Vice-campeão        | Terceiro colocado | Quarto colocado       |
| ------ | ---- | ----------------------- | ------------------- | ----------------- | --------------------- |
| 1ª     | 2005 | Salgueiro (1)           | Icasa               | Sousa             | Atlético Cajazeirense |
| 2ª     | 2006 | Guarani de Juazeiro (1) | Não informado       | Não informado     | Não informado         |
| 3ª     | 2007 | Icasa (1)               | Guarani de Juazeiro | Sousa             | Salgueiro             |
| 4ª     | 2008 | Icasa (2)               | Não informado       | Não informado     | Não informado         |
| 5ª     | 2009 | Icasa (3)               | Não informado       | Não informado     | Não informado         |

### Títulos por clube
| Clube               | Campeão | Anos do Títulos  | Vice | Anos dos Vices |
| ------------------- | ------- | ---------------- | ---- | -------------- |
| Icasa               | 3       | 2007, 2008, 2009 | 1    | 2005           |
| Salgueiro           | 1       | 2005             |      |                |
| Guarani de Juazeiro | 1       | 2006             | 1    | 2007           |

### Títulos por federação
| Cidade     | Títulos | Vices |
| ---------- | ------- | ----- |
| Ceará      | 4       | 2     |
| Pernambuco | 1       |       |

### Títulos por cidade
| Cidade            | Títulos | Vices |
| ----------------- | ------- | ----- |
| Juazeiro do Norte | 4       | 2     |
| Salgueiro         | 1       |       |